# Ендрю Голнесс
Ендрю Майкл Голнесс (англ. Andrew Michael Holness; нар. 22 липня 1972) — ямайський політик, прем'єр-міністр Ямайки в 2011 - 2012 роках і з 2016 року; міністр освіти в 2007 — 2012 роках. Член Лейбористської партії Ямайки.
Закінчив Університет Вест-Індії.
У 1994-96 роках керував Voluntary Organization for Uplifting Children, в 1997 році був обраний депутатом парламенту. В 1999 році став курирувати питання землі та розвитку в парламентській фракції Лейбористської партії, в 2002 році — питання житлової політики, в 2005 році — освіти. Після перемоги лейбористів на виборах 2007 року обійняв посаду міністра освіти. Після виходу у відставку прем'єр-міністра Брюса Голдінга у жовтні 2011 року був названий його наступником. Голнесс в основному залишив уряд в колишньому складі, і при цьому зберіг за собою посаду міністра освіти.